# Methyl-2,3,4,6-tetra-O-acetyl-β-D-glucopyranosid
Methyl-2,3,4,6-tetra-O-acetyl-β-D-glucopyranosid ist eine chemische Verbindung, die sich von der Glucose ableitet. Es ist ein Produkt der Koenigs-Knorr-Methode und als Zwischenprodukt in der organischen Synthese von Bedeutung.

## Gewinnung und Darstellung
Die Synthese von Methyl-2,3,4,6-tetra-O-acetyl-β-D-glucopyranosid ist im Artikel zur Koenigs-Knorr-Methode ausführlich beschrieben. Die Autoren berichteten in ihrer originalen Publikation auch von der Synthese der Titel-Verbindung ausgehend von einer Acetonitroglucose; allerdings ist nicht bekannt, in welcher anomeren Form dieses Edukt vorlag.

## Eigenschaften
Methyl-2,3,4,6-tetra-O-acetyl-β-D-glucopyranosid gibt eine negative Fehlingprobe. Es lässt sich durch Metallsalz-vermittelte Epimerisierung in die α-Form umwandeln.